# Wierzchosławice (województwo dolnośląskie)
Wierzchosławice (niem. Würgsdorf) – wieś w Polsce położona w województwie dolnośląskim, w powiecie jaworskim, w gminie Bolków.

## Podział administracyjny
W latach 1945–1954 siedziba gminy Wierzchosławice. W latach 1975–1998 miejscowość należała administracyjnie do województwa jeleniogórskiego.

## Położenie
Wieś leży w Zapadlisku Wierzchosławic. Przepływa przez nią Nysa Szalona.

## Demografia
Jest to największa miejscowość gminy Bolków. Według Narodowego Spisu Powszechnego posiadała 911 mieszkańców (III 2011 r.).

## Historia
Wieś wzmiankowana po raz pierwszy w roku 1292. W terenie zalesionym na wschód od miejscowości Wierzchosławice znajdują się ruiny podziemnej fabryki. Po wojnie znaleziono we wsi gotowe do dalszego transportu skrzynie z częściami do samolotów, oraz zapakowane spore ilości skrzydeł samolotowych.
Pod koniec wojny przez wieś prowadziła główna droga ucieczki oddziałów Wehrmachtu z okolicznych terenów oraz ludności cywilnej z całego Śląska.
W lipcu 1946 w wyniku transferów ludności niemieckiej około 600 osób z wsi: Wierzchosławice, Półwsie, Nagórnik trafiło do Jawora a stamtąd w okolice Höxter, drugi transfer z 30 września 1946 zakończył się na terenie Brunszwiku, natomiast trzeci trafił na teren radzieckiej strefy okupacyjnej.

## Zabytki
Do wojewódzkiego rejestru zabytków wpisany jest:
- cmentarz, dawny ewangelicki, z połowy XIX w.

## Inne obiekty
- Kościół parafialny pw. św. Józefa Oblubieńca, zbudowany w stylu klasycystycznym w XVIII w.

## Stowarzyszenia i związki
- Ochotnicza Straż Pożarna w Wierzchosławicach

## Szlaki turystyczne
- czerwony – Szlakiem Zamków prowadzący z Bolkowa do Bolkowa przez wsie: Wolbromek, Kłaczyna, Świny, Gorzanowice, Jastrowiec, Lipa, Muchówek, Radzimowice, Mysłów, Płonina, Pastewnik Górny, Wierzchosławice.
- niebieski – Szlakiem Zamków prowadzący z Bolkowa do Bolkowa przez wsie: Świny, Wolbromek, Sady Dolne, Sady Górne, Nagórnik, Półwsie, Wierzchosławice.
- zielony – Szlakiem Zamków prowadzący z Bolkowa do Bolkowa przez wsie: Pastewnik Górny, Pastewnik Dolny, Domanów, Nagórnik, Półwsie, Wierzchosławice.
- żółty - Szlakiem Zamków prowadzący z Bolkowa do Bolkowa przez wsie: Wierzchosławice, Stare Rochowice, Płonina, Pastewnik Górny, Wierzchosławice.